# 沓内站
沓內站（：／ Dapnae yeok */?）是位于韩国京畿道南杨州市的一個已停用的铁路車站，屬於京春线。

## 历史
- 1970年10月1日：开始使用。
- 1974年12月5日：停止使用。